# The Hostage (film 1917)
The Hostage è un film muto del 1917 diretto da Robert Thornby.

## Trama
Il tenente Kemper, figlio del capo dei Lowlander, viene tenuto in ostaggio dagli Highlander, nemici giurati dei suoi. Con grande sorpresa, il giovane viene trattato con umanità e gentilezza e impara ad amare Nathalia, la figlia di Boyadi. Così, quando i suoi gli preparano la fuga per poter rompere il trattato e attaccare i nemici, il giovane Kemper disobbedisce all'ordine di suo padre e non fugge. Gli Highlander, per vendicarsi della violazione del trattato, vogliono uccidere l'ostaggio. Ma, attaccati da un altro esercito, si alleano questa volta con i Lowlander, passando sopra alla vecchia inimicizia e salutando Kemper come loro salvatore.

## Produzione
Il film fu prodotto dalla Jesse L. Lasky Feature Play Company.

## Distribuzione
Distribuito dalla Famous Players-Lasky Corporation e dalla Paramount Pictures, il film uscì nelle sale cinematografiche USA il 10 settembre 1917.